# Disco de Uunartoq

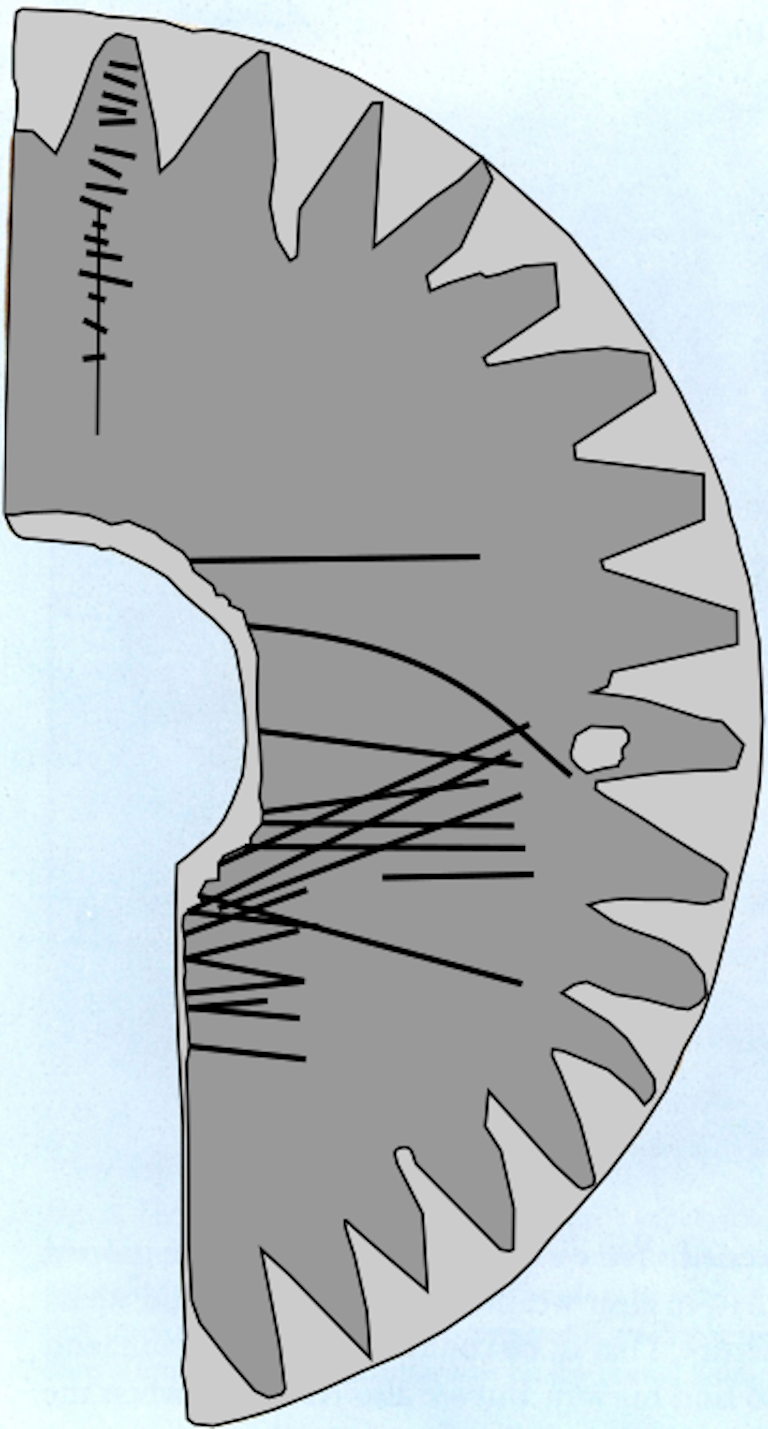
Disco de Uunartoq

El disco de Uunartoq es un artefacto descubierto en las ruinas de una casa vikinga de Groenlandia. Se cree, dentro de un amplio círculo de investigadores, que se trata de una brújula solar vikinga primitiva.

## Descubrimiento
La desaparición de los groenlandeses vikingos en algún momento del siglo XV sigue siendo uno de los grandes misterios históricos. En 1948, el arqueólogo danés Christen Vebæk estaba excavando las ruinas del yacimiento vikingo Ø149 situado en la orilla occidental de un fiordo conocido por los vikingos como Siglufjord y que hoy se llama Uunartoq ("el caliente"),
 
nombre que denota tanto el fiordo como las islas en su desembocadura. 
Una de las islas es el sitio de las aguas termales geotérmicas bien conocidas por los vikingos y los inuit y hoy es un destino popular entre los turistas.

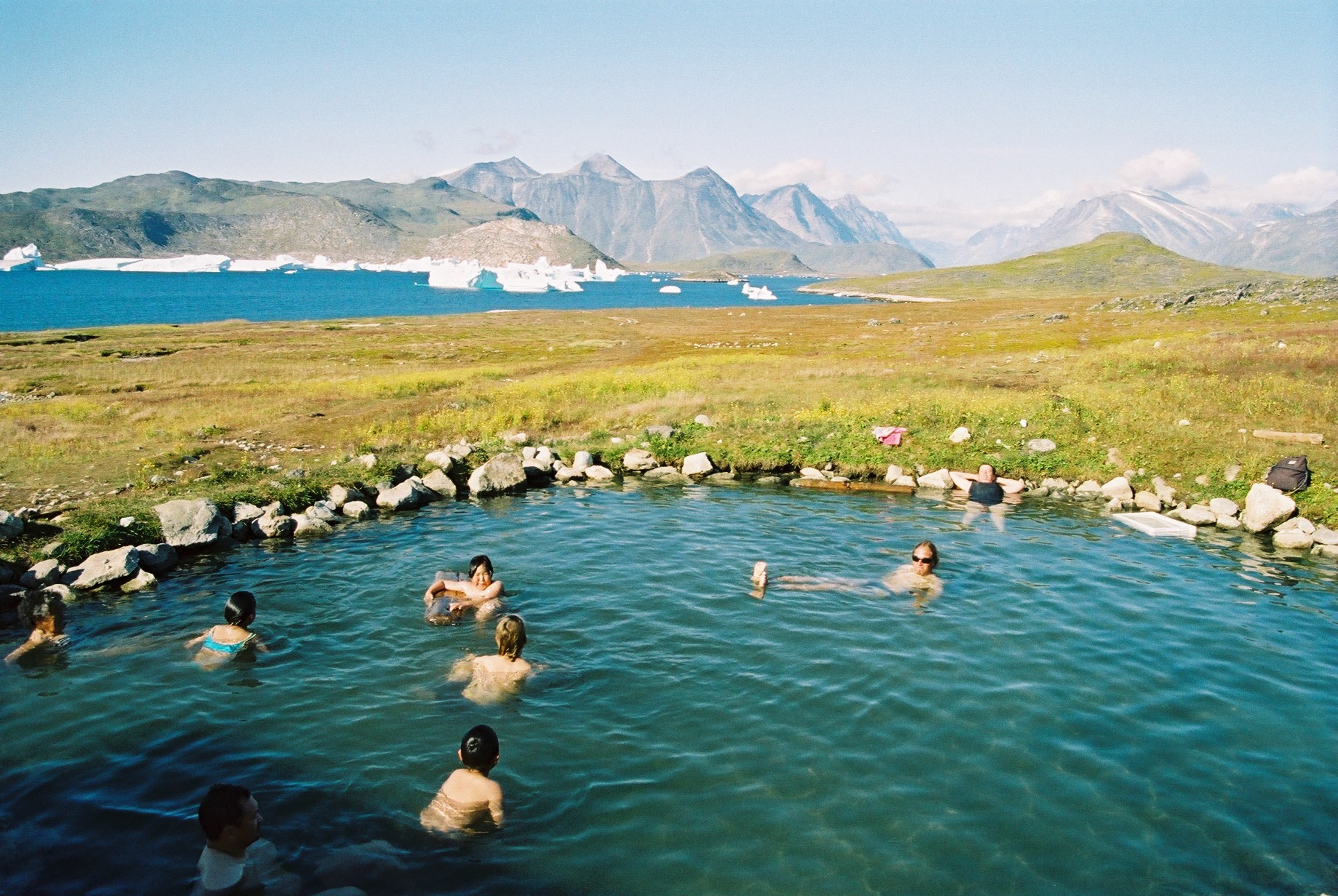
Fuentes termales de Uunartoq, antes llamadas Siglufjord por los vikingos. El disco de Uunartoq se descubrió en la orilla opuesta de este fiordo, en el fondo central.

Las ruinas del lugar Ø149 incluyen una iglesia y generalmente se acepta que es el convento benedictino de la colonia a la que hace referencia Ivar Bardarson, un sacerdote noruego que vivió en la colonia a mediados del siglo XIV como representante de la archidiócesis de Nidaros y la corona noruega..
Entre otros artefactos, Vebæk descubrió un fragmento de un disco de madera con muescas triangulares cortadas en torno al perímetro y un agujero en el centro. Estaba hecha con madera blanda, probablemente alerce o abeto (algunas fuentes indican roble), y medía sólo 7 centímetros de ancho, 1 centímetro de espesor y el agujero central tenía 1,7 centímetros de diámetro.

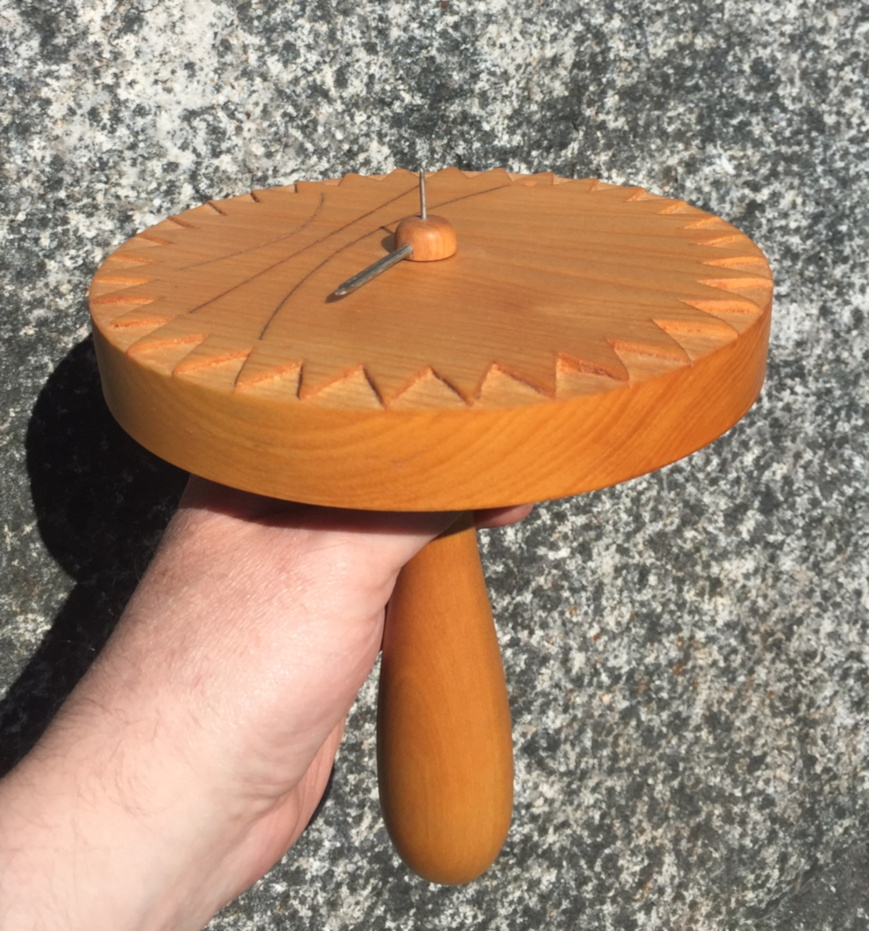
Una réplica especulativa moderna del disco de Uunartoq, considerablemente mayor que el original.

El capitán e historiador naval danés Carl V. Sølver examinó las muescas y las líneas marcadas deliberadamente en el disco y declaró que era una brújula solar utilizada para determinar el norte real, con el agujero en el centro destinado a un mango que alojaba un pasador direccional horizontal. y un pasador vertical para hacer sombra. Sølver dibujó una ilustración especulativa a partir de la cual se realizó una réplica, y esta explicación fue finalmente aceptada por Vebæk. El descubrimiento del artefacto provocó un mayor interés entre los historiadores sobre el posible uso de instrumentos de navegación por parte de los vikingos, puesto que muchos expertos supusieron que se basaban únicamente en recursos no instrumentales como los cuerpos celestes, los hitos o la intuición. La brújula magnética no parece haber sido utilizada en Europa hasta principios del siglo XIII. Mientras que la estrella polar se había convertido en una herramienta de navegación importante en la época de Pytheas y considerada como la "estrella de la nave" en el siglo X, los marineros en el océano abierto desaparecidos de cualquiera punto de referencia habrían tenido grandes dificultades para precisarlo. determinando el norte real durante las horas de luz.
Aunque algunos estudiosos continuaron argumentando en contra de la teoría de la instrumentación náutica vikinga, el descubrimiento de un artefacto similar con líneas gnomónicas en un yacimiento arqueológico polaco cerca de Wolin en el año 2000 ha dado mayor credibilidad a la teoría de la brújula solar, sobre todo desde que el sitio data de un período en que los vikings tuvieron un impacto considerable en la región.

## Método de uso
Al igual que un reloj de sol, una brújula solar tiene una varilla vertical o gnomon. Los rayos solares hacen que el gnomon proyecte una sombra más larga por la mañana y por la tarde y más corta al mediodía solar, y esta sombra se utiliza para crear líneas gnomónicas. El disco se coloca en una posición de nivel constante y un observador marca regularmente las distintas longitudes y posiciones de la sombra del pasador a través del disco durante el día. Cuando las marcas de sombra de la punta del gnomon están conectadas, el resultado es una línea gnomónica de oeste a este que se acerca más al gnomon vertical a mediodía. En el hemisferio norte, una línea recta dibujada desde la base del gnomon hasta la posición más cercana del mediodía apuntará directamente al norte verdadero, que después servirá como marca de índice del norte de la brújula. La línea gnomónica será esencialmente recta durante los equinoccios de primavera y otoño, y cóncava hacia abajo en el solsticio de verano.

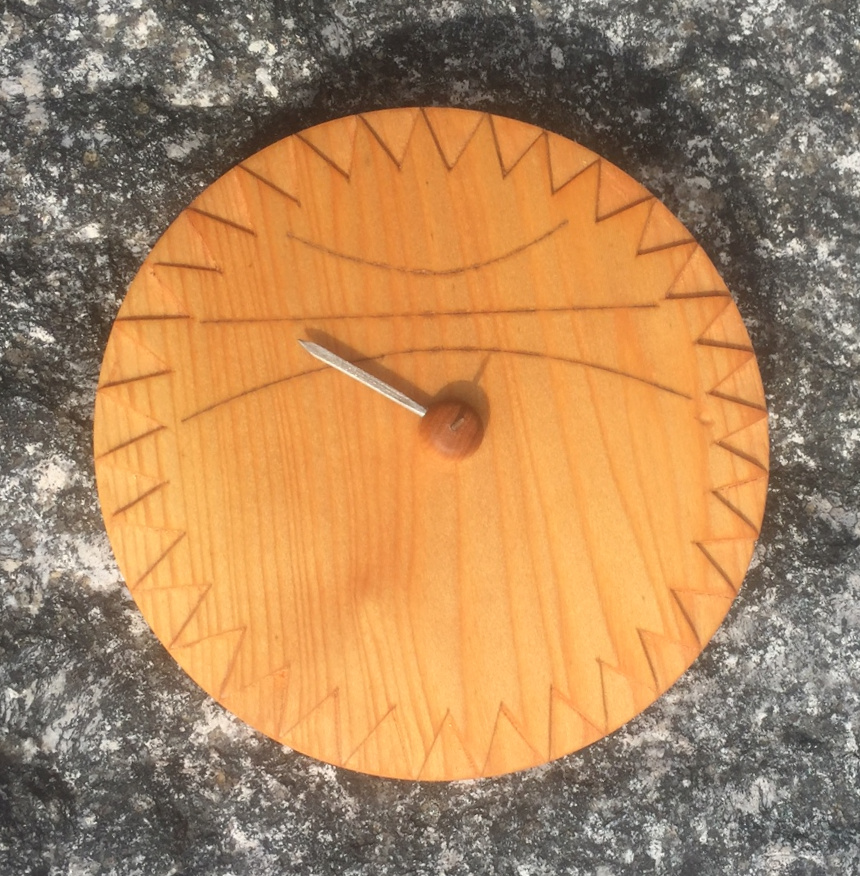
Réplica moderna que muestra líneas gnomónicas para el solsticio de verano (abajo), equinoccios de primavera y otoño (media) y solsticio de invierno (arriba). El disco de Uunartoq original no presenta una línea correspondiente al solsticio de invierno, lo que probablemente habría sido impracticable durante la luz del día limitada y el ángulo del sol bajo en Groenlandia en esa época del año.

Una vez dibujadas estas líneas en la cara del compás, se puede utilizar durante el viaje. El usuario mantiene el dispositivo a nivel y lo gira hasta que la sombra de la punta del gnomon toca la línea gnomónica estacional adecuada y la marca de índice apuntará al norte real.
Sølver señaló que el disco de Uunartoq parecía tener líneas gnomónicas coherentes con las producidas durante el solsticio de verano y los equinoccios (que en 1990 se demostró observando en el microscopio que eran deliberadamente de doble trazo) y también señaló que el disco tenía 8 incrementos triangulares por cada cuadrante, con un total de 32, correspondiente al compás de marinero tradicional. Aparte de sus líneas gnomónicas, también presentaba una fosita redonda al noveno incremento que se corresponde con el levante, y las líneas terminan a poniente donde está la puesta del sol.

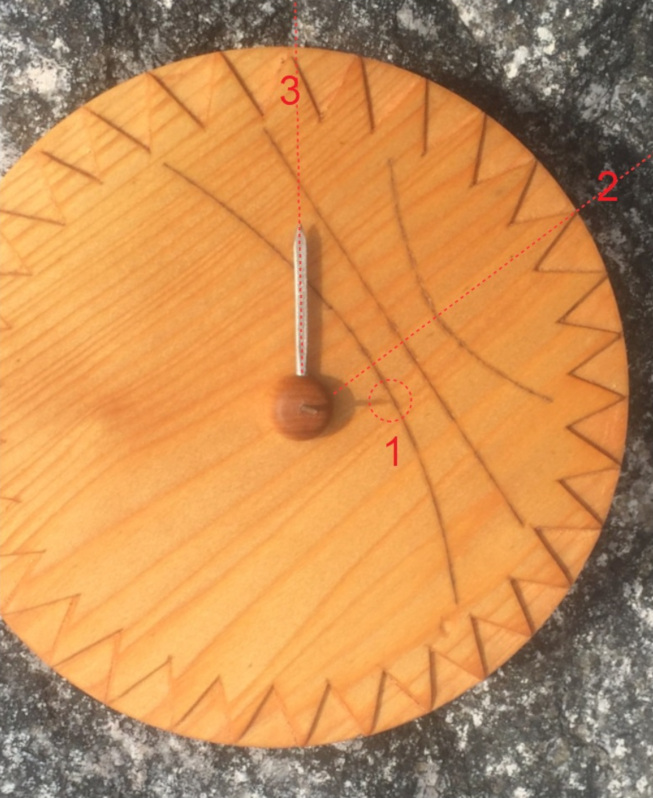
Réplica moderna que muestra cómo el usuario del disco de Uunartoq podría haber trazado un rumbo de noroeste al oeste durante el solsticio de verano. El viajero gira el disco mientras lo mantiene a nivel hasta que la sombra de la punta del gnomon vertical toca la línea gnomónica del solsticio de verano (1), que revela la dirección del norte verdadero (2). Entonces, el viajero gira al gnomon en la horizontal cinco puntos de la brújula hacia el oeste por NWbW y ajusta el rumbo para que coincida con la dirección del gnomon (3).

En 1984, el autor y explorador noruego Ragnar Thorseth dirigió una expedición internacional en una réplica de un barco mercante vikingo, el Saga Siglar. Para el paso entre Islandia y Groenlandia, la tripulación había recibido réplicas del disco de Uunartoq para probarlas con la brújula magnética moderna del barco, y la desviación entre ambos se describió como "insignificante" y "... los resultados fueron mucho mejores de los que los navegantes habían esperado..."

## Posible uso para determinar latitud
En 2013, investigadores de la Universidad Eötvös de Hungría argumentaron que el disco de Uunartoq también podría haberse utilizado para determinar la latitud de un viajero. Los investigadores señalaron una serie de líneas inscritas muy cortas apiladas unas sobre otras en la marca del índice norte del disco, mientras que las líneas gnomónicas por necesidad corren de oeste a este a través de la cara de la brújula solar. Según esta teoría, el usuario del disco habría hecho un punto de referencia en la marca del índice norte al mediodía justo antes de la salida y después habría hecho las siguientes marcas al mediodía durante el viaje, y las compararía con el punto de referencia de su casa. Si las marcas del viaje estaban en la misma posición que el punto de referencia de su casa, significaba que el usuario había estado manteniendo una latitud constante. Una marca del mediodía que llegaba por debajo de la referencia de casa significaba que se encontraba más al sur (aunque los viajeros también deberían tener en cuenta los constantes cambios estacionales de la posición del sol a mediodía).

## Solarsteinn

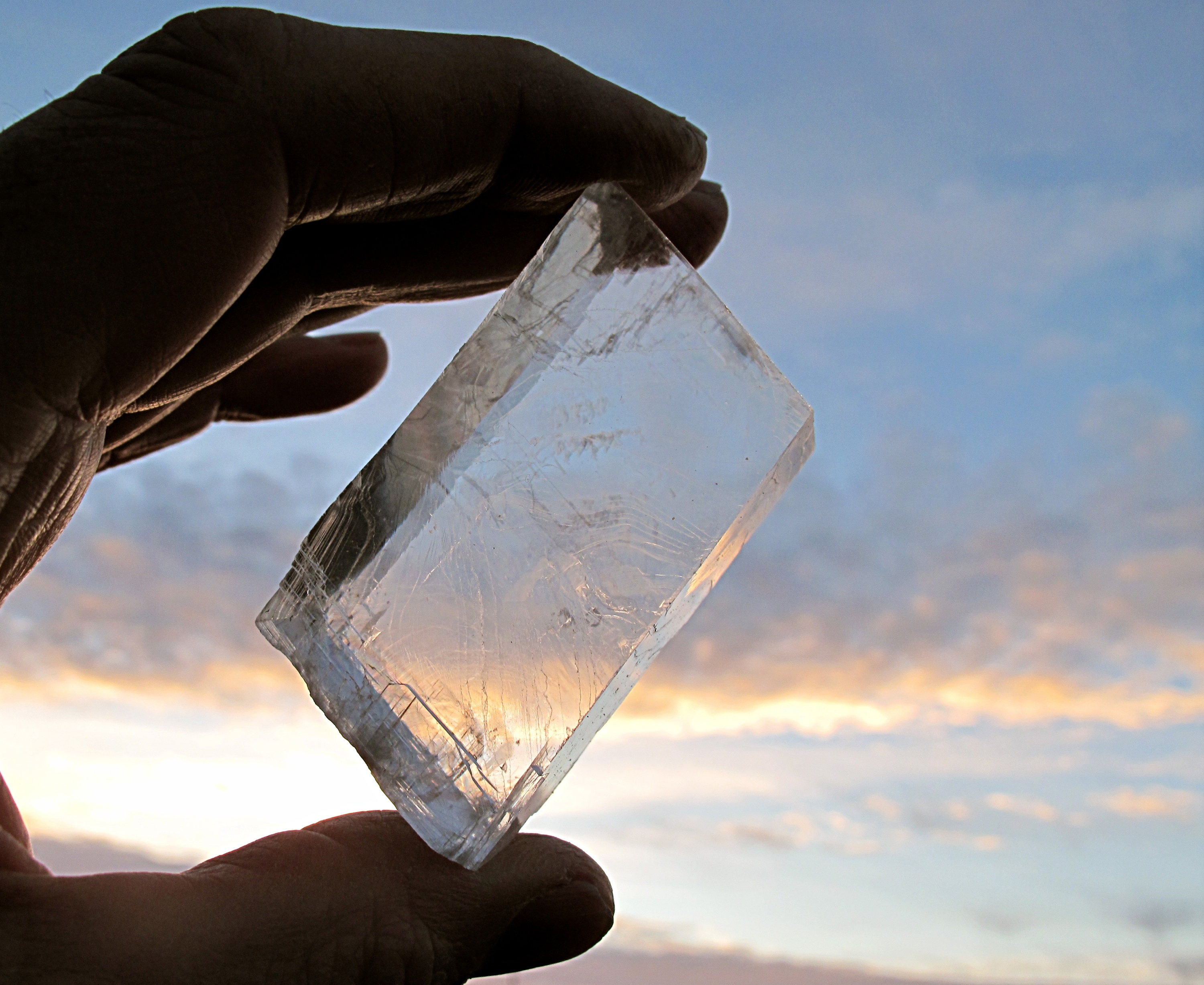
Islandia Spar

Tanto si los vikingos utilizaban este tipo de dispositivos principalmente como brújulas o lectores de latitud, ambos confiaban en el sol. Se cree que en los días nublados, los marineros vikingos hacían uso de una piedra solar, probablemente de espato de Islandia (calcita de calcio) que se puede utilizar como analizador de polarización para encontrar la posición del sol a través de las nubes. Hay referencias al posible uso vikingo de piedras solares en dos sagas islandesas ; Hrafns saga Sveinbjarnarsonar ( "El rey miró alrededor y no vio ningún cielo azul... entonces el rey cogió la piedra del sol y la levantó, y luego vio dónde brillaba el sol de la piedra" ) y la zaga de San Olaf ( " " Olaf cogió una piedra solar, miró el cielo y vio de dónde venía la luz, de dónde adivinó la posición del Sol invisible ". Además de su trabajo que demuestra lo posible uso del disco de Uunartoq como medidor de latitud, los investigadores de la Universidad de Eötvös también argumentaron que si el disco se utilizaba con un par de piedras solares, podría haber sido posible detectar el norte real hasta 50 minutos después de la puesta de sol., sirviendo así como "brújula crepuscular" Un estudio de 2018 realizado por diferentes investigadores de Eötvös encontró que "la navegación vikinga polarimétrica del cielo tiene un éxito sorprendente en el equinoccio de primavera y el solsticio de verano incluso en tiempo nublado..." 

## En la cultura popular
En la serie de televisión Vikings de History Channel, una brújula solar muy parecida en apariencia en el disco de Uunartoq fue un dispositivo argumental importante en la primera temporada, ya que permitió a los vikingos mantener una latitud constante mientras navegaban hacia el oeste en el océano abierto para atacar. Gran Bretaña, aunque se mostró flotando en el agua en lugar de llevarlo en la mano, tal y como imaginó Sølver.